# Пикетберх
Пикетберх (африк. и англ. Piketberg) — город на юго-западе Южно-Африканской Республики, на территории Западно-Капской провинции. Входит в состав района Уэст-Кост. Административный центр местного муниципалитета Берхрифир.

## История
Поселение на месте современного города было основано в 1835 году на землях фермы Гротфонтейн (Grootfontein). В 1901 году поселение получило статус сельской общины, а в 1906 году — статус муниципалитета. Топоним восходит к некогда существовавшему в этих краях военному аванпосту (пикету). Он был основан голландским губернатором Капской колонии Избрандом Госке в 70-х годах XVII века и служил для защиты местных фермеров от набегов готтентотов.

## Географическое положение
Город расположен в западной части провинции, у подножья одноимённого горного хребта, на расстоянии приблизительно 110 километров (по прямой) к северо-северо-востоку (NNE) от Кейптауна, административного центра провинции. Абсолютная высота — 252 метра над уровнем моря.

## Климат
Климат города субтропический средиземноморский. Среднегодовое количество осадков — 373 мм. Наибольшее количество осадков выпадает в период с апреля по октябрь. Средний максимум температуры воздуха варьируется от 17,3 °C (в июле), до 30 °C (в феврале). Самым холодным месяцем в году является июль. Средняя минимальная ночная температура для этого месяца составляет 6,1 °C.

## Население
По данным официальной переписи 2001 года, население составляло 9271 человек, из которых мужчины составляли 47,14 %, женщины — соответственно 52,86 %. В расовом отношении цветные составляли 77,9 % от населения города, белые — 19,53 %, негры — 2,47 %; азиаты (в том числе индийцы) — 0,1 %. Наиболее распространёнными среди горожан языками были: африкаанс (96,59 %), английский (1,84 %) и коса (1,36 %).

Согласно данным, полученным в ходе проведения официальной переписи 2011 года, в Пикетберхе проживало 12 075 человек, из которых мужчины составляли 48,03 %, женщины — соответственно 51,97 %. В расовом отношении цветные составляли 76,36 % от населения города, белые — 14,34 %; негры — 8,08 %; азиаты (в том числе индийцы) — 0,52 %, представители других рас — 0,69 %. Наиболее распространёнными среди жителей города языками являлись: африкаанс (92,69 %), коса (1,9 %), английский (1,82 %), сесото (1,16 %) и тсвана (0,79 %).

## Транспорт
Через город проходит национальная автотрасса N7, а также региональные шоссе R365, R366 и R44. Имеется железнодорожная станция.